# Wendelinusbasiliek
De Wendelinusbasiliek (Duits: Wendalinusbasilika) of de Wendelsdom is een laatgotische hallenkerk in Sankt Wendel, een stad in de Duitse deelstaat Saarland. In de 14e-eeuwse bedevaartskerk bevindt zich het grafmonument van de heilige Wendelinus. De laatste grote bedevaart waarbij de stoffelijke resten van de heilige werden getoond vond in mei 2010 plaats.
De basiliek vormt het startpunt voor een 15 kilometer lange uitgezette pelgrimsroute naar het klooster Tholey, waar Wendelinus abt zou zijn geweest. In de kerk worden jaarlijks in augustus en september in het kader van Orgelmusik am Abend  orgelconcerten georganiseerd.

## Geschiedenis
Aan de huidige kerk ging op dezelfde plaats een voorganger uit de 9e of vroeg 10e eeuw vooraf. In de loop van de 11e eeuw kregen de relieken van de heilige Wendelinus een plaats in de kerk.
Men gaat ervan uit dat de bouw van de gotische kerk in opdracht van de Trierse keurvorst Boudewijn van Luxemburg plaatsvond. Sinds 1328 bestuurde hij de stad Sankt Wendel. Bewijzen ontbreken echter en ook bisschop Bohemund II van Saarbrücken wordt als initiatiefnemer genoemd.
Uit onderzoek is gebleken dat het dak van het koor niet voor 1408 werd geplaatst. Na de bouw van het koor werd het middenschip in laatgotische stijl gebouwd. Hoge slanke zuilen dragen hier een netgewelf. Het schip werd in 1462 voltooid; uit het meest recente dendrochronologisch onderzoek blijkt dat het hiervoor gebruikte hout in 1460 werd gekapt. In hoeverre het westwerk gedurende de meer dan een eeuw durende bouw werd veranderd is onbekend. De onderbouw van het westwerk is vierkant en massief en bezit drie torens: rechts en links de gotische zijtorens en daartussen de in 1753 met een barokke afsluiting bekroonde middelste toren, die tot een hoogte van 69 meter reikt. De kerk is 52 meter lang en het middenschip 17 meter hoog.
In 1960 verhief paus Johannes XXIII de kerk tot basilica minor.

## Interieur

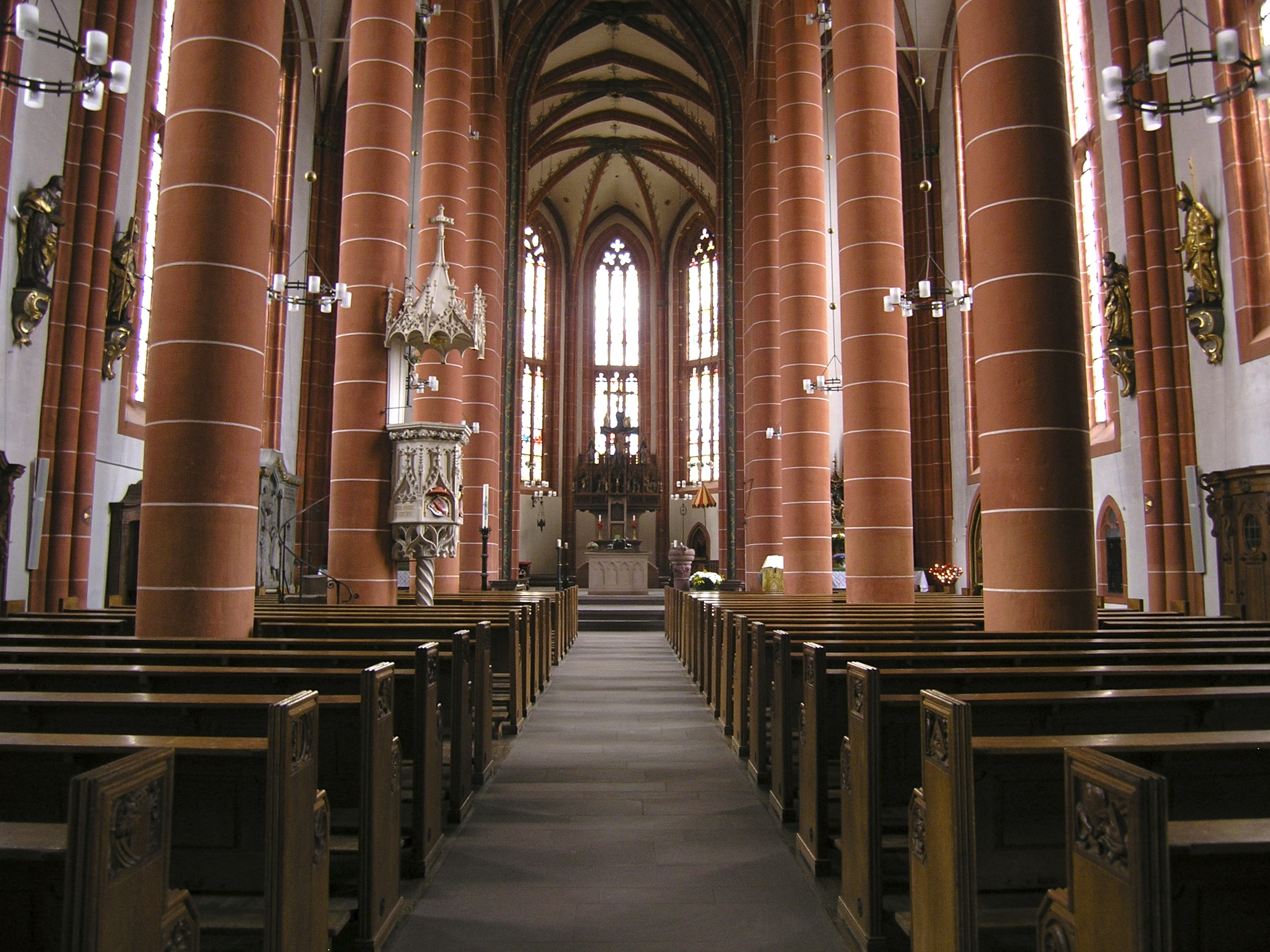
Interieur

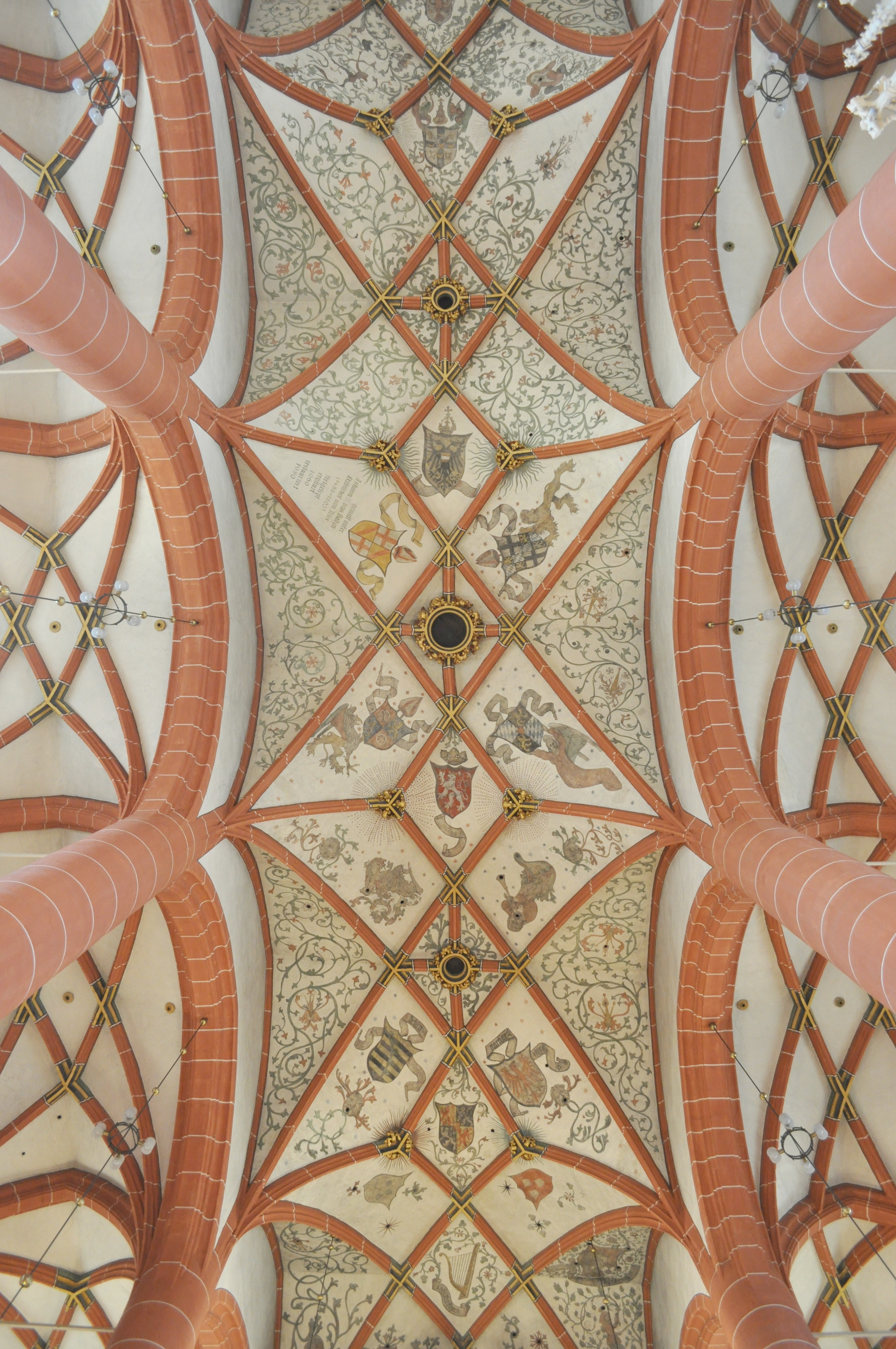
Gewelf

#### Koor

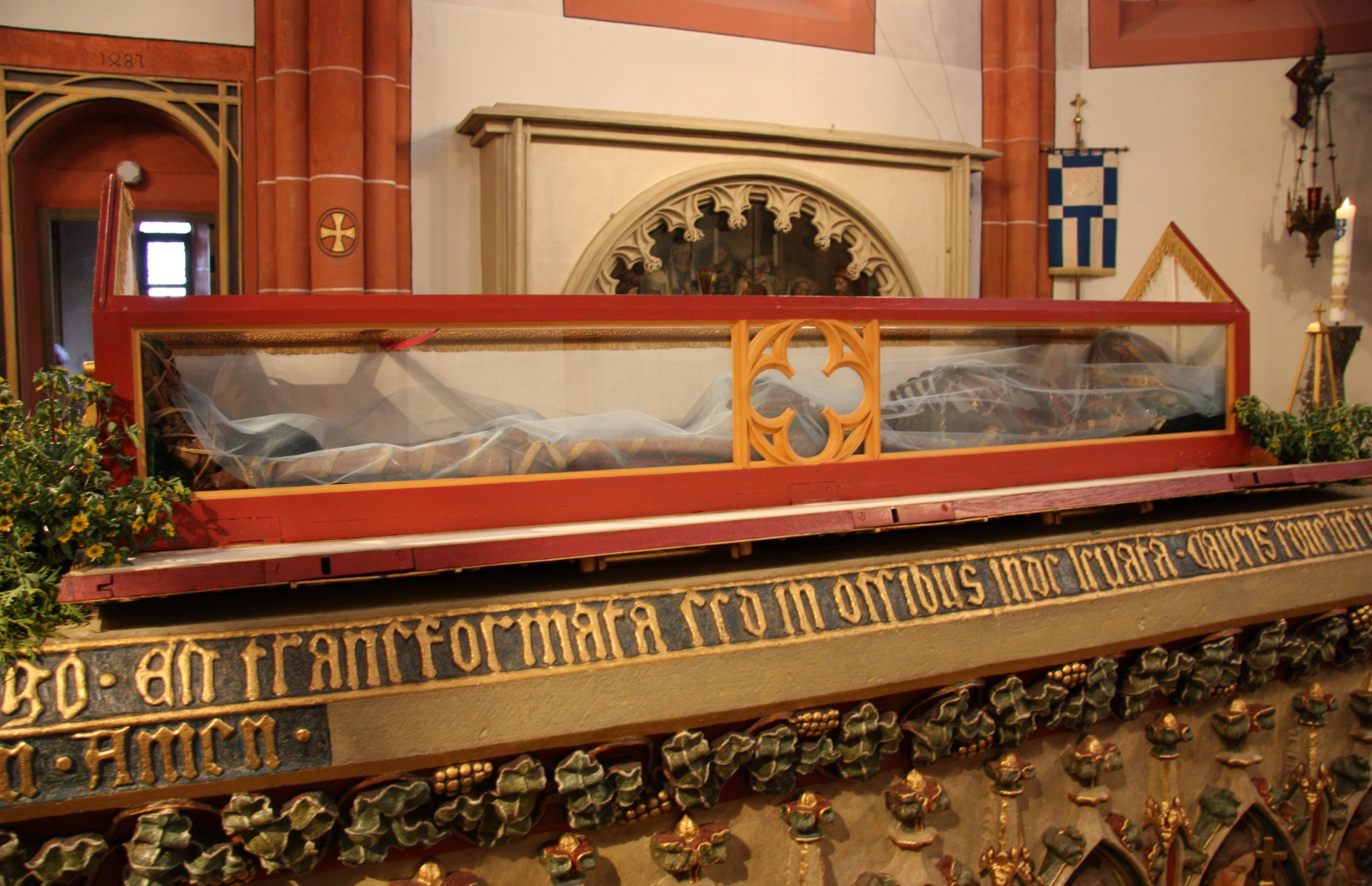
De relieken van Wendelinus op de tombe

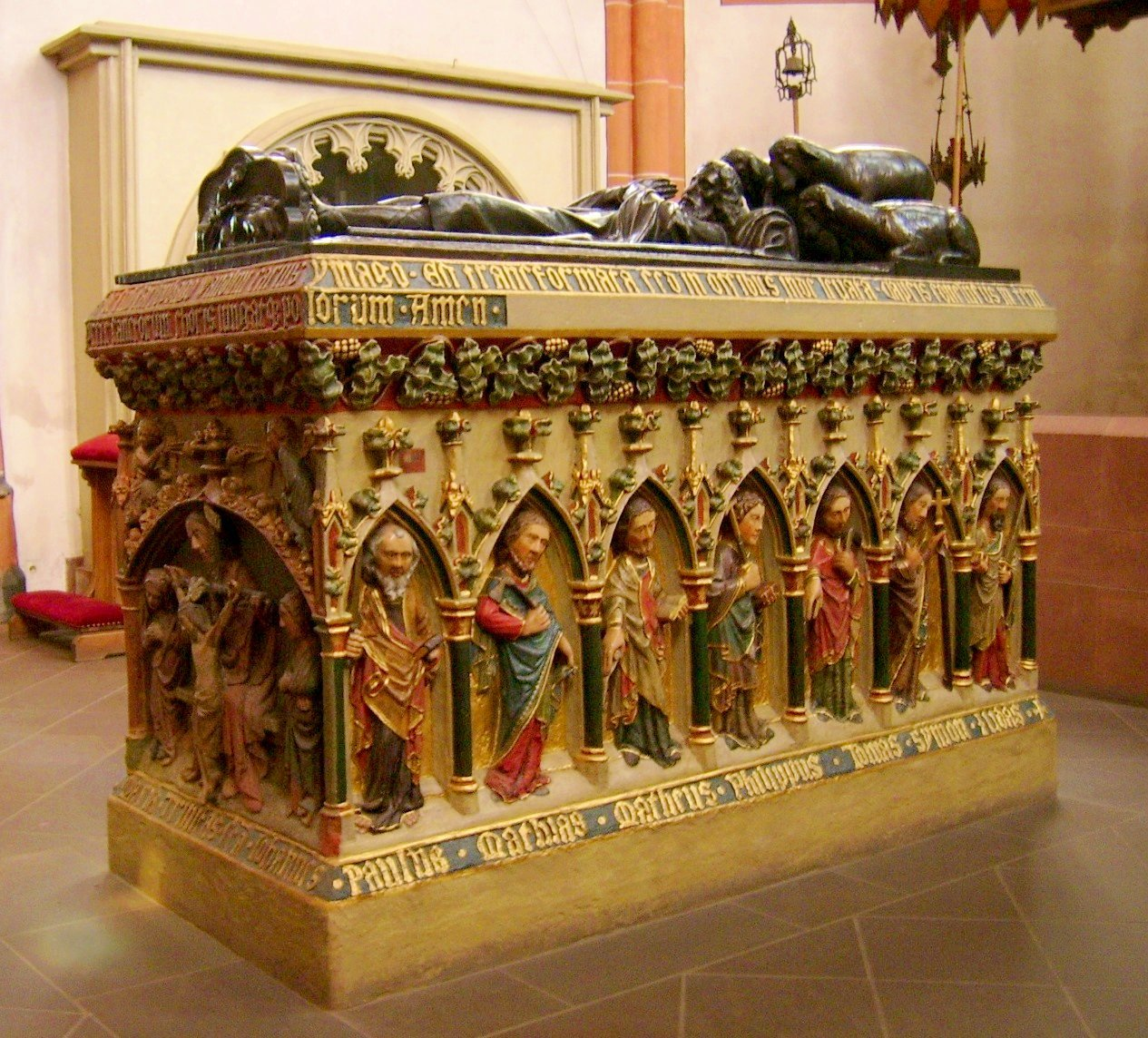
Tombe

Het belangrijkste kunstwerk in de kerk betreft het Heilige Graf in de noordoostelijke hoek van het koor, een groep van acht beelden van klei die rond 1480 werden gemaakt. De grafleggingsgroep heeft laatgotische elementen, maar kent ook onmiskenbare invloeden van de renaissance.
Het neogotische hoogaltaar wordt bekroond met een kruisigingsgroep en toont vier scènes uit het leven van Wendelinus (Wendelinus als herder; Wendelinus als kluizenaar, de wijding van Wendelinus als abt van Tholey en het stervensuur van Wendelinus). De standbeelden betreffen van Nicolaas van Myra met aan zijn voeten een jongen in een ton en de heilige Sebastiaan (tweede kerkpatroon) als een romeinse officier en drie engelen.
Opvallende details zijn de muizen in de buurt van het tabernakel. De kerkmuizen zijn in 1996 geplaatst en kregen een ereplaats in de buurt van hun Schepper en dicht bij de heilige Wendelinus. De boodschap is dat God van al zijn schepselen houdt, ook van de kleine en nietige dieren.
Het graf van Wendelinus met daarin de kast met daarin het 1,75 meter lange skelet van de heilige werd rond 1500 gemaakt en bevindt achter het hoogaltaar. Het graf is zodanig tussen de koorafsluiting en het hoogaltaar gebouwd, dat de pelgrims eronderdoor kunnen lopen. De beide lengtezijden zijn versierd met blindnissen, waarin de reliëfs van de twaalf apostelen zijn aangebracht. Aan de voorzijde van het hoogaltaar is de kast in een nis door een gietijzeren hekwerk te zien.
In het midden van het koor staat een tombe uit 1400. Op bijzondere gelegenheden wordt op de tombe de kast met het skelet van Wendelinus geplaatst. Deze tombe stond tot 1803 in de Magdalenakapel en werd pas na de secularisatie van het gebouw naar de basiliek gebracht. Op de tombe ligt een bronzen plaat uit 1924 van de beeldhouwer Georg Busch. Voorgesteld wordt Wendelinus met aan zijn hoofd een aantal schapen. Op de zijkanten van de tombe zijn ook hier apostelen te zien.
Het corpus van het triomfkruis dateert uit de 15e eeuw.
Het koorgestoelte aan de zuidelijke en noordelijke muur stamt uit het in 1803 opgeheven Dominicaner klooster Sint-Catharina te Trier. Het gestoelte bezit gedetailleerd inlegwerk en ontstond in 1770. Boven de koorgestoeltes bevinden zich de 14 kruiswegstaties; aan elke koorzijde zeven. De eind-19e-eeuwse staties werden net als de neogotische altaren door het kunstatelier Brodmüller te Aken vervaardigd.

#### Kerkschip
De kansel werd in 1462 door kardinaal Nicolaas van Cusa geschonken. Het is de op een na oudste stenen kansel van Duitsland. Aan de kansel zijn de wapens aangebracht van Nicolaas van Cusa met een kreeft en een kardinaalshoed, het aartsbisdom Trier en Johann II van Baden, aartsbisschop en keurvorst van Trier. Het klankbord werd later toegevoegd.
In het linker zijschip bevindt zich een neogotisch zijaltaar met scènes uit het leven van de heilige Sebastiaan. Het rechter zijschip bezit een aan Maria gewijd zijaltaar uit de jaren 1890.
De meeste beelden in het kerkschip dateren uit 1750. Twee stenen beelden van de heilige Stefanus en de heilige Wendelinus zijn voormalige portaalbeelden en dateren uit de 13e eeuw.
In het westelijke deel bevindt zich boven een deur een stenen reliëf uit 1300. Het stelt de heilige Martinus van Tours voor, die zijn mantel met de bedelaar deelt, daarnaast de lijdende Christus en rechts van Hem de knielende Wendelinus als navolger van Christus. Nog in de kerk bij het voorportaal bevindt zich het epitaaf dat de weduwe Maria Schrotig na de dood van haar man Johann Schrotig en haar jong gestorven zoon Wilhelm in 1615 liet maken. Aan de voet van de gekruisigde Christus bevindt zich naast Maria en Johannes eveneens een biddende familie Schrotig.
Onder de noordelijke toren van het westwerk is een via het noordelijke zijschip te bereiken ruimte dat tegenwoordig dienstdoet als kapel. De beschildering en de beelden in de ruimte dateren uit het einde van de 19e eeuw respectievelijk het begin van de 20e eeuw.

#### Orgel

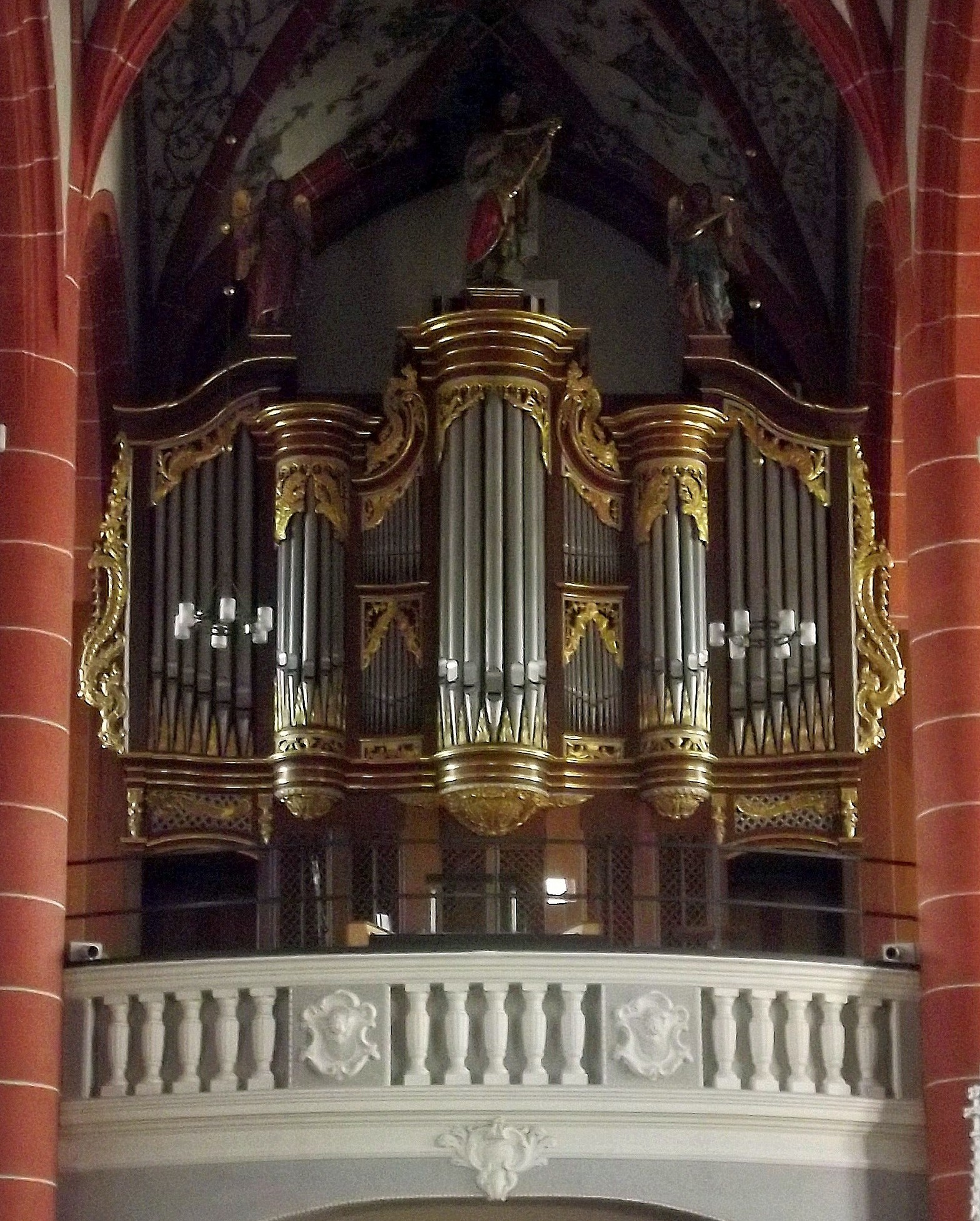
Orgel

De kerk kreeg in 1612 een nieuw orgel. Dit instrument werd in 1782 door een orgel van Friedrich Carl Stumm vervangen. In 1934 vond de inwijding van het nieuwe orgel van Johannes Klais plaats. Op de oude orgelkas uit 1782 staan de beelden van koning David, geflankeerd door musicerende engelen. Naast het hoofdorgel bezit de kerk nog een kistorgel dat in het koor staat opgesteld.

#### Klokken
Het huidige gelui bestaat uit klokken die in 1951 werden gegoten. De Wendelinusklok weegt 2,880 ton, de Sebastiaanklok 1,650 ton, de Mariaklok 1,150 ton en de Jozefklok 850 kg.